# Australiska regionen

Australiska regionen.

Australiska regionen eller Notogea är den djurgeografiska region som innefattar Australien, Nya Zeeland, Nya Guinea och många av de små öarna i regionen, de flesta i den östra delen av Indonesien.
Biologiskt sett är dock den australiska regionen en distinkt djurgeografisk region, med en gemensam evolutionär historia och många gemensamma unika växter och djur. Vissa är vanliga i hela området, medan andra är specifika för vissa delar men delar ursprung. Den biologiska skiljelinjen mellan den australiska regionen och Asien är Wallacelinjen, som representerar gränsen mellan de två kontinentalplattorna. Sulawesi och Lombok ligger öster om linjen, och Borneo och Bali ligger väst om den.